# François-André Vincent
François-André Vincent (født 30. december 1746 i Paris, død 4. august 1816 sammesteds) var en fransk maler. 
Vincent var Viens elev. Han blev 1768 vinder af 1. Rom-pris og 1798 akademiprofessor. Han malede med megen akademisk dygtighed historiebilleder i Davids manér. Flere kom til Louvre, således Boreas og Orithyia, Zeuxis udvælger kvindelige modeller, Henrik IV modtager den sårede Sully; andre: Belisar (Montpellier-museet), Præsident Molé (gengivet i Gobelin) — to af de fra Rom udsendte arbejder, hvormed han først vakte opmærksomhed — Coecinna (museet i Amiens) m. v. Vincent skrev artikler om malerkunst i Akademiets Dictionnaire.